# بروس ريان
بروس ريان (بالإنجليزية: Bruce Ryan)‏ هو لاعب دوري الرغبي أسترالي، ولد في 7 يوليو 1921 في نيوتاون ‏ في أستراليا، وتوفي في 25 يونيو 2002.